# Achim Leistner
Achim Leistner est un spécialiste en optique né en Allemagne mais de nationalité australienne. En 2010, à cause de sa maîtrise inégalée dans la fabrication de précision, il occupe le poste d'opticien en chef de l'Avogadro project, un projet visant à affiner le nombre d'Avogadro.

## Biographie
Achim Leistner détient des certificats de l'Optic Carl Zeiss Jena Technical College en optique de précision, optique géométrique, dessin technique optique et mathématiques. Après ses études, il mène une carrière dans la fabrication d'instruments optiques de précision.
Dans les années 2000, l'Avogadro project, un projet international visant à affiner le nombre d'Avogadro à une précision de 8 chiffres décimaux, souhaite utiliser une boule de silicium d'une sphéricité idéale. L'équipe de recherche « sonde » le monde entier pour découvrir le meilleur fabricant d'instruments optiques. Elle découvre que la fabrication manuelle de Leistner surpasse celle des meilleurs appareils. Pendant qu'il jouit de sa retraite, l'équipe, jugeant qu'il est essentiel à la réussite du projet, lui demande de participer au projet à cause de son expertise et de la maîtrise de son art. En plus d'instruments de précision, Leistner a recours à ses mains pour découvrir des défauts de régularité sur la boule. L'équipe de recherche a qualifié son sens du toucher exceptionnel de « toucher atomique ». Leistner, âgé de plus de 70 ans dans les années 2010, n'a pas trouvé d'apprenti capable d'égaler sa sensibilité tactile. Lorsqu'il quittera le projet, l'équipe espère que des appareils pourront égaler ses compétences.
Il a été membre de l’Australian Optical Society. Il a participé à des comités internationaux du SPIE et de l’Optical Society of America

### Citations originales
1. ↑  (en) « atomic feeling »